# 若槻道隆
若槻道隆（1883年3月4日—1959年12月14日），是一位日本長野縣出身的教育家，曾擔任臺灣總督府內務局文教課視學官、臺灣總督府圖書館代理館長等職位，也是臺南高等工業學校（今國立成功大學前身）的首任校長。

## 生平
若櫬道隆出生於日本明治十六年（1883年）3月4日，於明治三十四年（1901年）3月從長野縣立長野中學校畢業，三年後（1904年）的7月畢業自第一高等學校第一部，之後他在明治四十年（1907年）7月從東京帝國大學哲學科畢業。
明治四十一年（1908年）1月，擔任岩手縣立遠野中學校（今岩手縣立遠野高等學校）教師囑託，三年後（1911年）的3月轉任茨城縣立大田中學校教師。大正三年（1914年）6月時又轉任千葉縣立高等園藝學校教授兼舍監，五年後（1919年）的6月成為米澤高等工業學校教授，又過了四年後（1923年6月）回到母校長野中學校擔任校長。
大正十四年（1925年）10月，若櫬道隆來臺就任臺灣總督府內務局文教課視學官，一年後（1926年10月）改任文教局督學室視學官。而後臺灣總督府圖書館第三任館長並河直廣卒於任內時，若櫬道隆以視學官身分於昭和二年（1927年）7月9日代理圖書館館長一職到該年9月7日山中樵接任為止。到了隔年（1928年）5月又身兼臺北高等商業學校 （今國立臺灣大學管理學院）教授，一個月後（1928年6月）奉命到歐美視察一年，回臺後於昭和五年（1930年）7月擔任文教局學務課長。隔年（1931年）1月擔任臺南高等工業學校校長直到昭和十六年（1941年）3月才退休回日本。
昭和三十四年（1959年）12月14日，若櫬道隆在茨木市家中因膽結石導致心臟衰竭而去世。